# مامی ندایه
مامی ندایه (انگلیسی: Mamy Ndiaye؛ زادهٔ ۲۶ نوامبر ۱۹۸۶) بازیکن فوتبال اهل سنگال است.
وی همچنین در تیم ملی فوتبال Senegal بازی کرده‌است.